# Vera Sasulitj
Vera Ivanovna Sasulitj (Вера Ивановна Засулич) (født 8. august 1849, død 8. maj 1919) var en russisk marxistisk forfatter og revolutionær.

## Biografi

### Tidlig liv
Sasulitj blev født i byen Mikhajlovka, Rusland, som en af fire døtre til en fattig familie fra det lavere aristokrati. Da hun var tre år gammel, døde hendes far, hvorefter hendes mor sendte hende til at bo med en mere velstående del af familien; Makulitj-familien (russisk: Макулич) i Bjakolovo (russisk: Бяколово). Her boede hun, til hun afsluttede skolen i 1866, hvorefter hun flyttede til Sankt Petersborg, hvor hun fik arbejde på et kontor. Snart blev hun involveret i radikale politiske grupper og underviste fabriksarbejdere i at læse og skrive. Hendes kontakter til den russiske revolutionære leder Sergej Netjajev (russisk: Сергей Геннадиевич Нечаев) førte til hendes arrest og fængsling i 1869.
Efter hendes løsladelse i 1873 bosatte hun sig i Kijev (daværende del af Rusland), hvor hun slog sig til Kijevrebellerne – en revolutionær gruppe af Mikael Bakunin-anarkisttilhængere – hvor hun blev en respekteret leder af bevægelsen. Hendes livslange revolutionære ven Lev Dejtj (russisk: Лев Григорьевич Дейч) skrev i den forbindelse:
| „ | Vera Sasulitjs intellektuelle udvikling og i særdeleshed det at hun var så velbelæst, gjorde at hun var mere fremmelig end de andre medlemmer af vores gruppe. ...Enhver kunne se at hun var en bemærkelsesværdig ung kvinde. Man blev slået af hendes opførelse, specielt hendes ekstraordinære ærlighed og i hendes uaffekterede relationer med andre. | “ |

### Trepov snigmordsforsøget
I juli 1877 blev Sankt Petersborg ramt af en politisk skandale, da den politiske fange Aleksej Bogoljubov (russisk: Алексей Степанович Боголюбов) nægtede at fjerne sin hat i general Fjodor Trepovs (russisk: Фёдор Фёдорович Трепов) nærvær. Trepov, guvernør af Sankt Petersborg, var kendt for sin ledende rolle i nedkæmpelsen af polske oprørere i 1830 og 1863. Som straf for sin opsættelighed lod Trepov Bogoljubov piske, hvilket oprørte ikke kun de revolutionære men forargede langt ind i den sympatiserende intelligentsia. En gruppe på seks revolutionære planlagde at dræbe Trepov, men Sasulitj var på egen hånd den første til at reagere. Hun ventede, til dommen over Bogoljubov blev proklameret, hvorefter hun den 24. januar 1878, skød og alvorligt sårede Trepov.
Ved en meget omtalt retssag, fandt en uafhængig og sympatiserende jury hende ikke-skyldig. Hun blev løsladt og flygtede før hun kunne nå blive genarresteret. Med mordforsøget blev hun en helt for den radikaliserede del af det russiske samfund – men selv vendte hun sig imod terrorkampagnen, der senere førte til snigmordet på tsar Alexander i 1881.

### Marxisme
Vera Sasulitj var flygtet til Schweiz hvor hun blev marxist og i 1883 sammen med Georgij Plekhanov (russisk: 	
Георгий Валентинович Плеханов) og Pavel Akselrod (russisk: Павел Борисович Аксельрод) hjalp til med at stifte gruppen Frigørelsen af arbejdet (rus: Освобождение труда). På foranledning af gruppen oversatte Vera Sasulitj en række af Karl Marx' værker til russisk, hvilket hjalp til marxismens succes blandt russiske intellektuelle i løbet af 1880'erne og 1890'erne, og en af faktorerne der ledte til skabelsen af det Det russiske socialdemokratiske arbejderparti (rus: Российская социал-демократическая рабочая партия, РСДРП) i 1898. I midten af 1900'erne slog lederne af en ny generation af russiske marxister Julius Martov, Vladimir Lenin og Aleksandr Potresov (russisk: Александр Николаевич Потресов) sig til Vera Sasulitj, Georgij Plekhanov og Pavel Akselrod i Schweiz. På trods af spændinger de to grupper imellem, lykkedes det de seks at blive enige om grundlæggelsen af Iskra (russisk: Искра), en revolutionær marxistisk avis, hvor de også selv formede redaktionen. De var imod de mere moderate marxister (kendt som "økonomerne") såvel som eksmarxister som f.eks. Pjotr Struve (russisk: Пётр Бернгардович Струве) og Sergej Bulgakov (russisk: Сергей Николаевич Булгаков), som de brugte en stor del af 1900-1903 på at moddebattere i Iskra.

### Mensjevikleder
Det lykkedes de seks redaktører af Iskra at organisere en pro-Iskra anden kongres af RSDAP-partiet i Bryssel og London i 1903. Imidlertid fraktionerede Iskra-tilhængerne sig pludselig uventet i to grupper; Lenins bolsjevikker og Martovs mensjevikker. Vera Sasulitj bakkede op om mensjevikkerne.
Efter revolutionen i 1905 vendte hun tilbage til Rusland, men mistede interessen for revolutionær politik. Hun støttede den russiske krigsdeltagelse under Den Første Verdenskrig og modsatte sig Oktoberrevolutionen i 1917. Hun døde i Petrograd (Sankt Petersborg) den 8. maj 1919.
Lev Trotskij, der var ven af Vera Sasulitj, skrev i sin bog Lenin i London i 1903:
| „ | Sasulitj var en besynderlig person og en besynderlig attraktiv en. Hun skrev meget langsomt og led egentlig skabelsestortur ... Vera Ivanovna skriver ikke, hun samler mosaikker, sagde Vladimir Iljitj [Lenin] til mig dengang, Og rent faktisk nedførte hun hver sætning separat, gik langsomt frem og tilbage i rummet, tøffede omkring i hendes tøfler, røg konstant hjemmelavede cigaretter og kastede stubbene og halvrøgede cigaretter overalt omkring sig på alle vindueskarme og borde, og strøg aske over hendes jakke, hænder, manuskripter, glas med te og hendes gæster. Hun forblev til slutningen, den oprindelige radikale intellektuelle på hvem marxisme skæbnen påførte marxisme. Sasulitjs artikler viste at hun til en overraskende grad havde adopteret marxistisk teoretiske elementer af marxismen. Men det moralske grundlag fra de russiske radikale fra 70'erne forblev uberørte i hende til hendes død. | “ |